# Raivuna coimbatorensis
Raivuna coimbatorensis är en insektsart som först beskrevs av William Lucas Distant 1914.  Raivuna coimbatorensis ingår i släktet Raivuna och familjen Dictyopharidae. Inga underarter finns listade i Catalogue of Life.